# Vénérand d'Évreux
Pour les articles homonymes, voir Saint-Vénérand.
Saint Vénérand était diacre et mourut martyr à Acquigny. Sa fête est célébrée le 14 novembre et, avec son compagnon saint Mauxe, le 25 mai.

## Biographie
Saint Vénérand est né à Troyes où il a témoigné du Christ sous la torture. La légende dit qu'il est mort en 275 par le glaive. Comme ses reliques furent mises dans un chef (une tête), il est probable qu'il a été décapité. Sa mort est survenue à Acquigny près de Louviers en Normandie.
Vénérand était le diacre de saint Mauxe qui est vénéré comme évêque.

## Reliques
L'abbaye de Conches conservait les reliques de saint Mauxe, évêque, et de saint Vénérand. Le comte de Laval était possesseur du château et de la terre d'Acquigny. Jean, abbé de Conches, lui avait fait don d'une notable portion de la partie antérieure du chef de Saint Vénérand, qu'il conservait dans son château d'Acquigny. La remise en avait été faite le 15 mai 1480.
L'abbé Angot écrit de la fondation de l'église Saint-Vénérand à Laval (après celle de la Trinité et celle de Saint-Melaine) que Guy XIV de Laval offre en 1490 aux notables de la paroisse à part de sa protection et indemnités féodales une relique remarquable : le chef de saint Vénérand, de l'église d'Acquigny.

## Illustrations

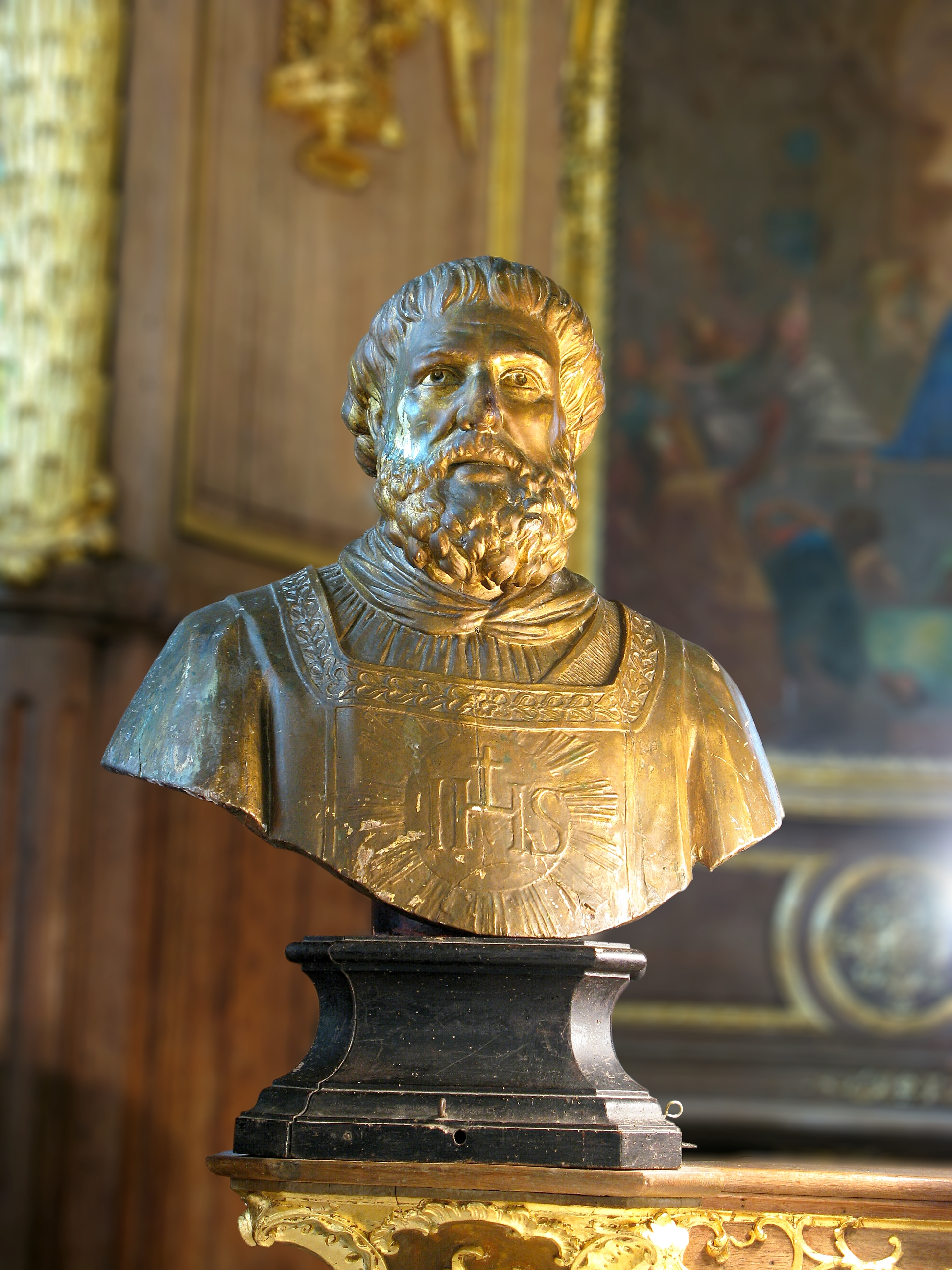
Buste reliquaire de saint Vénérand, en l'église Sainte-Cécile d'Acquigny